# Lopriorea ruspoli
Lopriorea es un género de fanerógamas de la familia Amaranthaceae. Su especie tipo: Lopriorea ruspoli, es originaria de África oriental en Somalia.

## Descripción
Es un arbusto perennifolio o subarbusto persistente (con un tamaño superior a 0,5 m). Las hojas son alternas, oblongas a oblongo-lanceoladas de 3-4.5 cm de largo y 0.5-1.5 cm de ancho, el ápice obtuso a subagudo, márgenes enteros, sésiles auriculadas. Las inflorescencias con flores actinomorfas y bisexuales con 5 tépalos desiguales, oblongo  lineal (longitud: 5-6 mm), de color blanco, con 5 estambres libres y un ovario unilocular superior y agrupados en cabezas globosas a ovoides, axilares y terminales de 1 5 cm de largo. El fruto en cápsulas obovoides de  2 mm de largo.

## Taxonomía
Lopriorea ruspoli fue descrita por  Hans Schinz y publicado en Vierteljahrsschrift der Naturforschenden Gesellschaft in Zürich 56: 251. 1911.
Sinonimia
- Psilotrichum ruspolii Lopr.[2][3]